# Austrophorocera cocciphila
Austrophorocera cocciphila là một loài ruồi trong họ Tachinidae.